# Golf in Turkije
Golf in Turkije wordt door de lokale bevolking weinig gespeeld.
De golfsport wordt in Turkije vooral door toeristen bedreven. Er zijn mooie golfbanen langs de kust aangelegd, vaak in combinatie van een resort. Vanwege het prettige klimaat gaan ook competitieteams er vaak een weekje oefenen. Aan het begin van het seizoen speelt de EPD Tour enkele toernooien in Belek, waar 12 golfbanen zijn met 18 of meer holes.

## Toernooien
PGA Kampioenschap
In 2001 werd het eerste PGA kampioenschap in Turkije gespeeld. Winnaar was Şenol Bay, die met golf kennis maakte omdat hij de ballen opraapte bij de Kemer Golf & Country Club. Acht jaar later won hij dit kampioenschap en nu is hij  pro op de Kemer G&CC, nadat hij in Engeland zijn opleiding voltooide. Hij is ook de coach van het nationale team.
Turks Open
De eerste editie van het Turks Open is in november 2013. Tiger Woods heeft toegezegd er te spelen. Er zullen slechts 78 professionals meedoen. Het toernooi wordt op de Montgomeriebaan gespeeld en maakt deel uit van de Europese PGA Tour. Het toernooi zal minimaal drie keer georganiseerd worden.
Turkish Ladies Open
Sinds 2008 bestaat er al een Turkish Ladies Open;
Turkish Challenge
Dit toernooi van de Europese Challenge Tour werd slechts tweemaal gespeeld, in 1997 en 2010;
Sueno Classic
Sinds 2009 worden twee toernooien van de EPD Tour op de twee banen van de Sueno Golf Club gespeeld;
Turks Open voor amateurs
In 2012 werd de 11de editie gespeeld.
Langzamerhand komen er enkele Turkse spelers op het internationale niveau. Hamza Sayin (1989) van de Carya Golf Club wil professional worden en ging in 2011 naar de Tourschool. Ediz Kemaloglu (1993) gaat in 2013 naar de Tourschool.

## Golfbanen
Onder meer:
| Baan                                     | Holes                                      | Geopend     | Ontwerp                     | Info                     |
| ---------------------------------------- | ------------------------------------------ | ----------- | --------------------------- | ------------------------ |
| Antalya Golf Club                        | 18 PGA Sultan 18 The Pasha                 | 2003        | David Jones                 |                          |
| Bodrum Golf Club                         | 9                                          | 2006        |                             |                          |
| Carya Golf Club                          | 18                                         |             |                             |                          |
| Cornelia Golf Club                       | 18 + 9                                     |             |                             |                          |
| Gloria Golf Club                         | 18 Old Course 18 New Course 9 Verde Course | 1997 2005 ? | Michel Gayon                | Espirito Santo 2012      |
| Hodja Lakes Golf Course                  | 9                                          |             |                             | werd in 2013 uitgebreid  |
| Istanbul Golf Club                       | 9                                          |             |                             |                          |
| Kaya Eagles Golf Club                    | 18                                         |             |                             |                          |
| Kemer Golf & Country Club                | 18                                         |             |                             |                          |
| Klassis Golf & Country Club              | 18 + 9                                     |             |                             |                          |
| Kusadasi International Golf & Spa Resort | 18                                         |             |                             |                          |
| Lykia Links Antalya                      | 18                                         |             |                             |                          |
| The Montgomerie Maxx Royal               | 18                                         |             |                             |                          |
| National Golf Club Antalya               | 18 + 18                                    | 1994        | David Feherty & David Jones |                          |
| Robinson Golf Club Nobilis               | 18                                         |             |                             |                          |
| Sueno Golf Club                          | 18 + 18                                    |             |                             | Sueno Classic sinds 2009 |
| Tat Golf International Golf Club         | 18 + 9                                     |             |                             |                          |
| Vita Park Golf Resort                    | 18 + 18                                    |             |                             |                          |